# Karankajärvi (sjö i Vieremä, Norra Savolax)
Karankajärvi är en sjö i kommunen Vieremä i landskapet Norra Savolax i Finland. Sjön ligger 91,2 meter över havet. Den är 7,4 meter djup. Arean är 53 hektar och strandlinjen är 3,96 kilometer lång. Sjön  ingår i Vuoksens huvudavrinningsområde.   Den ligger omkring 94 kilometer norr om Kuopio och omkring 410 kilometer norr om Helsingfors. 